# Jay Henderson
Jay Henderson (Irvine, 21 febbraio 2002) è un calciatore scozzese, centrocampista del Ross County.

## Carriera

### Club
Cresciuto nel settore giovanile del St. Mirren, ha esordito in prima squadra il 10 aprile 2021, in occasione dell'incontro di Scottish Premiership perso per 1-0 in casa del Motherwell.

### Nazionale
Nel 2022 ha esordito con la nazionale scozzese Under-21.

## Statistiche

### Presenze e reti nei club
Statistiche aggiornate al 29 settembre 2022.
| Stagione        | Squadra         | Campionato      | Campionato | Campionato | Coppe nazionali | Coppe nazionali | Coppe nazionali | Coppe continentali | Coppe continentali | Coppe continentali | Altre coppe | Altre coppe | Altre coppe | Totale | Totale |
| Stagione        | Squadra         | Comp            | Pres       | Reti       | Comp            | Pres            | Reti            | Comp               | Pres               | Reti               | Comp        | Pres        | Reti        | Pres   | Reti   |
| --------------- | --------------- | --------------- | ---------- | ---------- | --------------- | --------------- | --------------- | ------------------ | ------------------ | ------------------ | ----------- | ----------- | ----------- | ------ | ------ |
| 2020-gen. 2021  | Clyde           | SL1             | 4          | 0          | CS+CdL          | 0+2             | 0               |                    | -                  | -                  |             | -           | -           | 6      | 0      |
| gen.-giu. 2021  | St. Mirren      | SP              | 0+5        | 0          | CS+CdL          | 2+0             | 0               |                    | -                  | -                  |             | -           | -           | 7      | 0      |
| 2021-2022       | St. Mirren      | SP              | 15+4       | 2+0        | CS+CdL          | 3+4             | 0               |                    | -                  | -                  |             | -           | -           | 26     | 2      |
| 2022-2023       | St. Mirren      | SP              | 2          | 0          | CS+CdL          | 0+2             | 0               |                    | -                  | -                  |             | -           | -           | 4      | 0      |
| Totale carriera | Totale carriera | Totale carriera | 30         | 2          |                 | 13              | 0               |                    | -                  | -                  |             | -           | -           | 43     | 2      |